# Estrada Real

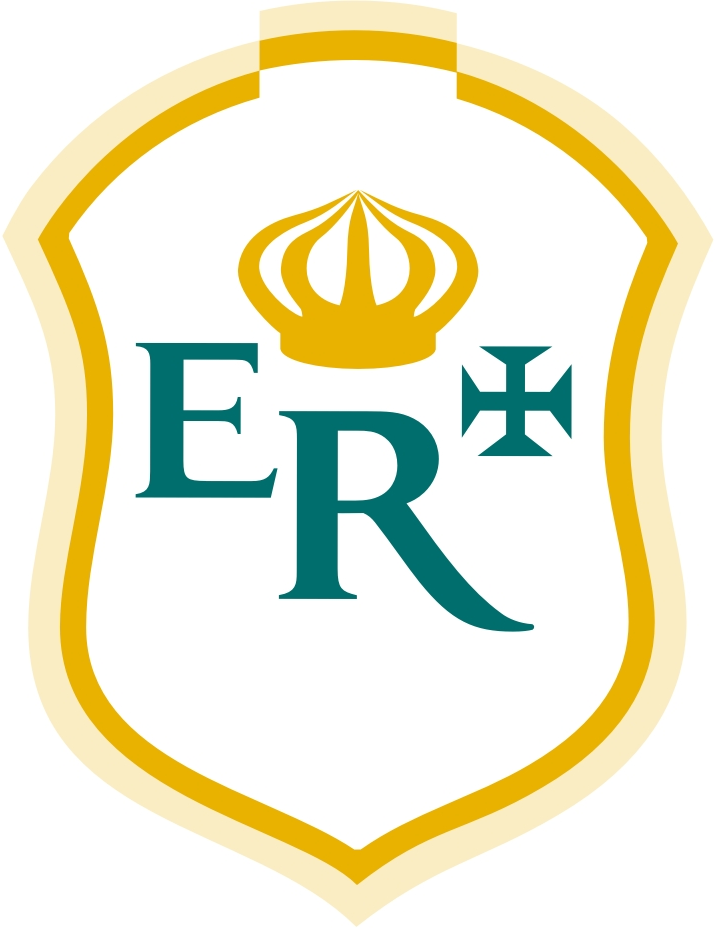
Escut del Projecte «Estrada Real»

Estrada Real era el nom alusiu a qualsevol via terrestre que, a l'època del Brasil Colonial, era utilitzada en el procés de poblament i explotació econòmica dels seus recursos, en articulació amb el mercat internacional.
Hi havia camins a Minas Gerais, Rio de Janeiro entre d'altres.
Actualment hi ha un projecte turístic, per valorar el patrimoni artístic i històric, i estimular el turisme.